# Issei Takahashi
Issei Takahashi (髙橋 壱晟 Takahashi Issei?), född 20 april 1998 i Aomori prefektur, är en japansk fotbollsspelare.
Takahashi började sin karriär 2017 i JEF United Chiba. 2018 blev han utlånad till Renofa Yamaguchi FC. 2019 blev han utlånad till Montedio Yamagata. Han gick tillbaka till JEF United Chiba 2020.